# Håkon Bryhn
Håkon Piro Bryhn (ur. 14 sierpnia 1901 w Oslo, zm. 25 grudnia 1968 tamże) – norweski żeglarz, olimpijczyk, zdobywca złotego medalu w regatach na Letnich Igrzyskach Olimpijskich w 1928 roku w Amsterdamie.
Na Letnich Igrzyskach Olimpijskich 1928 zdobył złoto w żeglarskiej klasie 6 metrów. Załogę jachtu Norna tworzyli również Johan Anker, Erik Anker i ówczesny następca tronu Norwegii, książę Olaf.